# Mil Mi-38
Mil Mi-38 (nebo též Euromil Mi-38 podle názvu mezinárodního konsorcia zastřešujícího společnosti Eurocopter Group, Mil a Kazan Helicopters) je víceúčelový vrtulník střední kategorie navržený konstrukční kanceláří Mil. Původně nesl označení Mi-8M a měl nahradit stárnoucí helikoptéry Mi-8 a Mi-17. Je plánováno jeho využití ve vojenském i civilním sektoru. 

## Vznik a vývoj
Vývoj Mi-38 inicioval Aeroflot, na základě jeho podkladů vydal ÚV KSSS 30. července 1981 příkaz k zahájení vývojových prací. První let prototypu (imatrikulace RA-38011) proběhl v Kazani 22. prosince 2003 s osádkou A. M. Klimov, V. N. Kutanin a I. I. Klevancev. V březnu 2004 se prototyp zapojil do plných letových testů.

## Verze vrtulníku

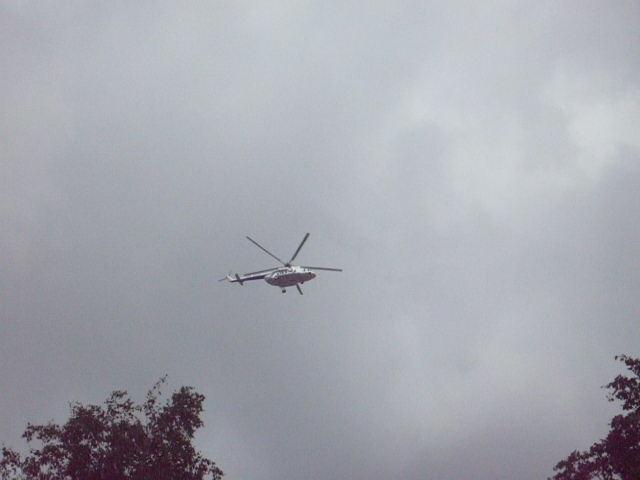
Mi-38 v letu.

Mi-38
Původní verze.
Mi-382
Varianta Mi-38 s ruskými motory Klimov VK-3000 (2 800 hp).
Mi-383
Plánovaná vojenská verze vylepšeného Mi-38, měla by ve výrobě nahradit vrtulníky Mi-171M.

## Specifikace (Mi-38)

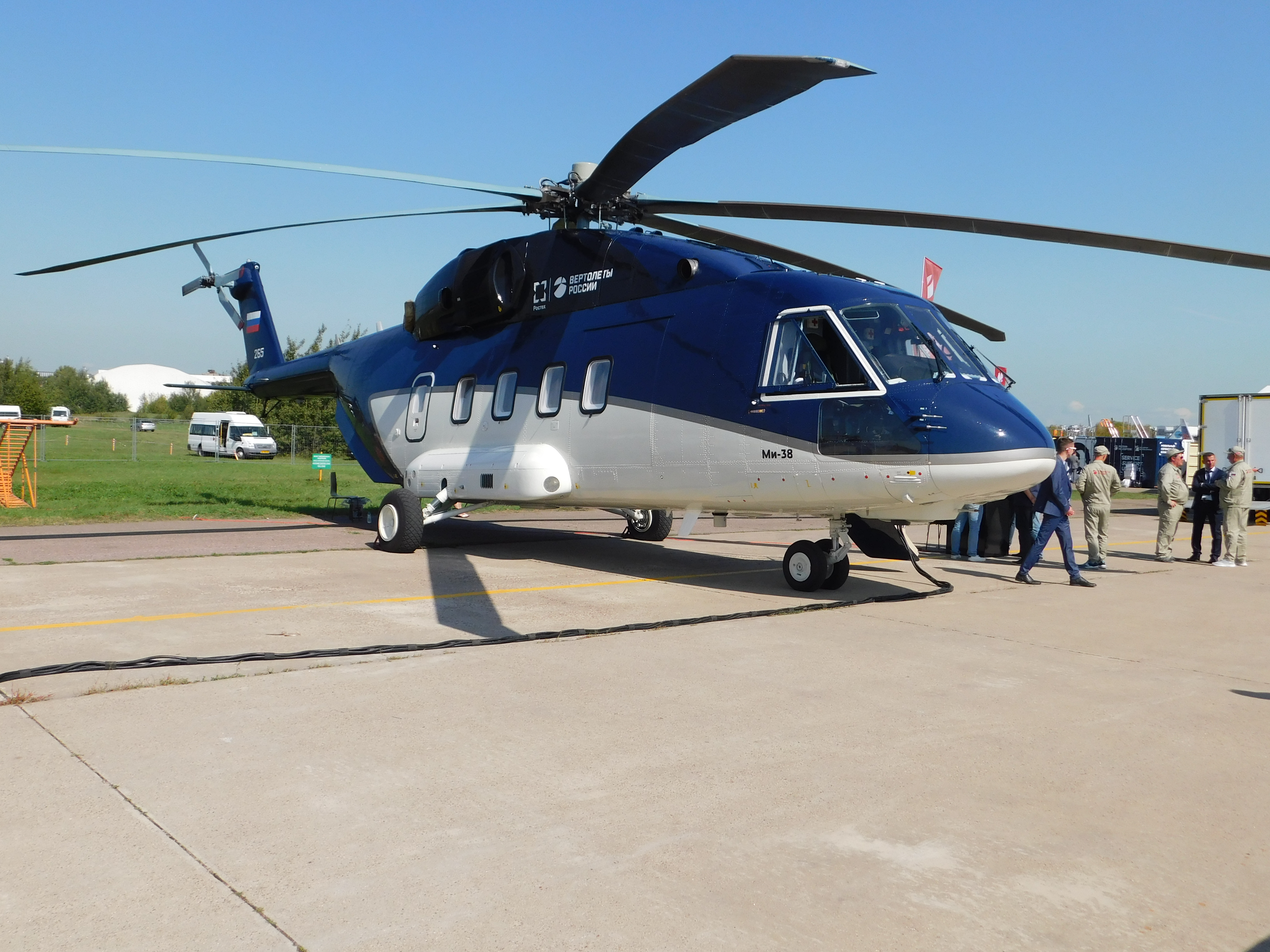
Mi-38

### Technické údaje
- Posádka: 1–2
- Průměr hlavního rotoru: 21,2 m
- Délka trupu:[pozn. 1] 19,95 m
- Výška:[pozn. 2] 5,13 m
- Prázdná hmotnost:[pozn. 3] 8 300 kg
- Maximální vzletová hmotnost: 15 600 kg
- Pohonná jednotka: 2 × turbohřídelový motor Pratt & Whitney Canada PW127TS o výkonu 1 865 kW (2 500 hp)

### Výkony
- Maximální rychlost: 320 km/h
- Cestovní rychlost: 285 km/h
- Praktický dostup: 5 100 m
- Dolet: 885 km